# Новое в жизни, науке, технике (цикл серий)
«Новое в жизни, науке, технике» — цикл серий издательства «Знание», издававшийся с 1959 по 1993 год в Москве на русском языке. По сути это был крупнейший в СССР проект по изданию научно-популярной литературы, в совокупности включавший 37 серий.
Кроме этого проекта существовал также проект АН СССР Серия научно-популярных изданий АН СССР. Книги выпускались в издательстве Наука.

## История цикла

### Зарождение цикла (1957—1961)
Основанное в 1951 издательство «Знание» с самого начала своей деятельности вело активный поиск новых более эффективных форм популяризации научных знаний среди населения. К примеру, в 1957 году начинает издаваться «Библиотечка сельского лектора».
Успех подобного формата представления данных в рамках которого рассматривались проблемы от физкультуры до космоса подтолкнул редакцию к созданию специализированных издательских серий по основным направлениям науки. В 1959 году началась публикация первых выпусков в десяти сериях:
- Серия I. История.
- Серия II. Философия.
- Серия III. Экономика.
- Серия IV. Наука и техника.
- Серия V. Сельское хозяйство.
- Серия VI. Литература и искусство.
- Серия VII. Международная.
- Серия VIII. Биология и медицина.
- Серия IX. Физика и химия.
- Серия X. Молодежная.

В 1960 году появляется «Серия XI. Педагогика», а в 1961 году «Серия XII. Геология и география».

### Становления цикла (1962—1966)
Успех изданий практически всех серий привел издательство к мысли о необходимости упорядочить их выпуск. С 1962 года выпуски серий начинают выходить с регулярностью раз в месяц.
В 1962 году все серии объединяются в единый цикл «Новое в жизни, науке, технике». Большинство серий сохранили нумерацию вплоть до 1966 года.
В 1964 году образуются новые серии: «Естествознание и религия», «Физика, математика, астрономия».

### Расцвет цикла (1967—1984)
Популярность цикла «Новое в жизни, науке, технике» с каждым годом росла. Это потребовало введение в 1967 году новых серий («Математика, кибернетика», «Право в нашей жизни», «Политическая история XX века», «Теория и практика социализма», «Промышленность», «Строительство и архитектура», «Транспорт»), а также перегруппировки ряда старых серий.
С 1973 по 1981 годы было введено ещё несколько новых серий:
- «Торговля и бытовое обслуживание».
- «Этика».
- «У политической карты мира».
- «Эстетика».
- «Наука управления».
- «Физкультура и спорт».
- «Методика лекционной пропаганды».

### Угасание цикла (1985—1993)
Перестроечные веяния отрицательно сказались на интерес к выпускам серий. Редакция пыталась поддерживать интерес к своей продукции производя ребрендинг устоявшихся серий и вводя новые направления. Но эти меры успехом не увенчались.
В 1993 году цикл «Новое в жизни, науке, технике» фактически перестал существовать.

## Хронология издания серий цикла
| с    | по   | Наименования серий | N | Примечания                           |
| ---- | ---- | --- | - | ------------------------------------ |
| 1959 | 1992 | История ← Серия I. История (1959—1961) | — | —                                    |
| 1959 | 1992 | Философия и жизнь ← Философия (1962—1989) ← Серия II. Философия (1959—1961)                                                                                          | — | —                                    |
| 1959 | 1992 | Экономика ← Серия III. Экономика (1959—1961) | — | —                                    |
| 1959 | 1991 | Техника ← Серия IV. Наука и техника (1959—1961) | — | —                                    |
| 1959 | 1991 | Сельское хозяйство ← Серия V. Сельское хозяйство (1959—1961) | — | —                                    |
| 1959 | 1991 | Искусство ← Серия VI. Литература и искусство (1959—1966) | — | —                                    |
| 1959 | 1992 | Литература ← Серия VI. Литература и искусство (1959—1966) | — | —                                    |
| 1959 | 1991 | Международная ← Серия VII. Международная (1959—1966) | — | —                                    |
| 1959 | 1991 | Биология ← Серия VIII. Биология и медицина (1959—1966) | — | —                                    |
| 1959 | 1992 | Медицина ← Серия VIII. Биология и медицина (1959—1966) | — | —                                    |
| 1959 | 1991 | Физика ← Физика, астрономия (1967—1971) ← Физика, математика, астрономия (1964—1966) ← Серия IX. Физика и химия (1959—1963)                                          | — | —                                    |
| 1959 | 1991 | Химия ← Серия IX. Физика и химия (1959—1963) | — | —                                    |
| 1959 | 1991 | Молодежная ← Серия X. Молодежная (1959—1967) | — | —                                    |
| 1960 | 1992 | Педагогика и психология ← Серия XI. Педагогика (1960—1963) | — | В 1964—1973 гг. серия не выпускалась |
| 1961 | 1991 | Науки о Земле ← Серия XII. Геология и география (1961—1963) | — | —                                    |
| 1964 | 1990 | Атеизм и религия: история и современность ← Научный атеизм (1973—1989) ← Естествознание и религия (1964—1972)                                                        | — | —                                    |
| 1964 | 1991 | Космонавтика, астрономия ← Физика, астрономия (1967—1971) ← Физика, математика, астрономия (1964—1967)                                                               | — | —                                    |
| 1964 | 1991 | Математика, кибернетика← Физика, математика, астрономия (1964—1967)                                                                                                  | — | —                                    |
| 1966 | 1991 | Радиоэлектроника и связь | — | —                                    |
| 1967 | 1992 | Государство и право → Право в нашей жизни (1984—1992) | — | —                                    |
| 1967 | 1991 | История и политика КПСС ← Политическая история XX века (1991—1991)                                                                                                   | — | —                                    |
| 1967 | 1991 | Научный коммунизм → Теория и практика социализма (1990—1991) | — | —                                    |
| 1967 | 1991 | Практика социалистического хозяйствования ← Экономика и организация производства (1979—1988) ← Промышленность (1967—1979)                                            | — | —                                    |
| 1967 | 1990 | Строительство и архитектура (1967—1987) → Строительство и научно-технический прогресс (1988—1990)                                                                    | — | —                                    |
| 1967 | 1990 | Транспорт | — | —                                    |
| 1973 | 1991 | Торговля и бытовое обслуживание | — | —                                    |
| 1973 | 1992 | Этика | — | —                                    |
| 1976 | 1991 | У политической карты мира | — | —                                    |
| 1976 | 1991 | Эстетика | — | —                                    |
| 1979 | 1990 | Наука и техника управления ← Наука управления (1973—1979) | — | —                                    |
| 1979 | 1993 | Физкультура и спорт → Физкультура для всех (1992—1993) | — | —                                    |
| 1980 | 1991 | Наука убеждать: риторика ← Лекторское мастерство (1989—1990) ← Методика и организация лекционной пропаганды (1982—1988) ← Методика лекционной пропаганды (1980—1981) | — | —                                    |
| 1981 | 1991 | Защита Отечества → Под знаком Марса (1992—1993) | — | —                                    |
| 1981 | 1982 | Проблемы мирового хозяйства | — | —                                    |
| 1988 | 1993 | Вычислительная техника и её применение | — | —                                    |
| 1989 | 1993 | Знак вопроса | — | —                                    |
| 1989 | 2002 | Сделай сам | — | —                                    |